# Christiane Grautoff
Christiane Lili Grautoff (* 5. April 1917 in Berlin; † 27. August 1974 in Mexiko-Stadt) war eine deutsche Schauspielerin und die Ehefrau des expressionistischen Schriftstellers Ernst Toller.

## Leben und Wirken
Geboren wurde Christiane Grautoff als Tochter Otto Grautoffs und dessen Ehefrau Erna, geborene Heinemann, beide Kunsthistoriker und Übersetzer. Sie hatte zwei ältere Schwestern, Barbara und Uta. Mit 12 Jahren spielte sie in Berlin unter Max Reinhardt Theater, unter anderem in Erich Kästners Emil und die Detektive, das dieser 1930 selbst für die Bühne bearbeitet hatte. Ihre erste Filmrolle hatte sie in dem Film Luise, Königin von Preußen. In der Berliner Theaterszene der Weimarer Republik galt sie als Wunderkind. 1933, als sie eine Mitwirkung in dem NS-Propagandafilm Hans Westmar abgelehnt hatte, folgte sie als 16-Jährige dem wesentlich älteren Ernst Toller ins Exil und heiratete ihn zwei Jahre später, am 20. Mai 1935, in London.
Nach dem Suizid Tollers in New York im Mai 1939 ging Christiane Grautoff mit dem Stück Wilhelm Tell auf Tournee durch die USA. Im darauffolgenden Jahr sah man sie in New York in Emigrantenaufführungen von Bruno Franks Sturm im Wasserglas. Ebenfalls 1940 heiratete Grautoff den Schriftsteller Walter Schönstedt. Danach zog sie sich von der Schauspielerei zurück und fand Beschäftigung in einem medizinischen Labor. 1948 trat sie erneut am Theater auf, diesmal am Broadway (Lyceum Theatre) in Edna Ferbers und George Kaufmans Stück Bravo. Ein Jahr später erschien ihr Kinderbuch The Stubborn Donkey.
Wenig später übersiedelte sie mit ihrer Tochter Andrea Valeria nach Mexiko. Dort lebte sie zuletzt mit drei Enkelkindern, von denen eines die Schauspielerin und Tänzerin Christianne Gout (* 1973) ist, die im Jahre 2000 einen Erfolg mit dem Film Salsa & Amor feierte.

## Schriften
- The Stubborn Donkey. Pictures by Anne Marie Jauss. Aladdin, New York 1949.
- The Tale That Grew and Grew. Pictures by Anne Marie Jauss. Sterling, New York NY 1955.
- Die Göttin und ihr Sozialist. Christiane Grautoffs Autobiographie – ihr Leben mit Ernst Toller. Mit Dokumenten zur Lebensgeschichte. Herausgegeben von Werner Fuld und Albert Ostermaier. Weidle, Bonn 1996, ISBN 3-931135-18-7.